# کازیمیرو دو آبرئو (ریودوژانیرو)
کازیمیرو دو آبرئو (به پرتغالی: Casimiro de Abreu) یک منطقهٔ مسکونی در برزیل است که در ریو دو ژانیرو واقع شده‌است. کازیمیرو دو آبرئو ۴۶۰٫۸۴۳ کیلومتر مربع مساحت و ۴۵٬۰۴۱ نفر جمعیت دارد و ۱۷ متر بالاتر از سطح دریا واقع شده‌است.